# Shuki Levy
Shuki Levy (in ebraico שוקי לוי‎?; Tel Aviv, 3 giugno 1947) è un compositore, produttore televisivo e regista israeliano naturalizzato statunitense.

## Carriera
Emigrato da Israele negli Stati Uniti, nel 1975 Shuki Levy inizia la propria carriera musicale fondando un duo musicale insieme all'attrice Aviva Paz.
Levy diverrà principalmente conosciuto per aver composto la colonna sonora di alcuni celebri cartoni animati statunitensi degli anni ottanta: Jayce il cavaliere dello spazio, L'ispettore Gadget, M.A.S.K., Dinosaucers, Dragon Quest, Kidd Video, He-man e i dominatori dell'universo, Eagle Riders (terzo adattamento occidentale dell'anime Gatchaman), She-Ra, la principessa del potere e Lamù, la ragazza dello spazio. In totale Shuki Levy ha scritto le colonne sonore di oltre centotrenta serie, ha ottenuto quindici fra dischi d'oro e di platino ed ha venduto circa quattordici milioni di dischi in tutto il mondo.
Negli anni novanta, Levy è diventato noto soprattutto per il lavoro di produttore presso la Saban Entertainment del suo amico connazionale Haim Saban sui fortunati franchise Power Rangers, Masked Rider, VR Troopers, Masked Rider - Il cavaliere mascherato e Beetleborgs - Quando si scatena il vento dell'avventura. Ha inoltre scritto e diretto numerosi episodi per alcune serie televisive e diretto qualche film cinematografico, come Eye of Doom (1987), Perfect Victims (1988) e Blind Vision (1991).

## Filmografia parziale

### Musicista
- Sesso bendato - In balia dell'assassino (Blindfold: Acts of Obsession), regia di Lawrence L. Simeone – film TV (1994)